# Deborah Van Valkenburgh
Deborah Gaye Van Valkenburgh (Schenectady, 29 agosto 1952) è un'attrice statunitense.

## Carriera
Di origini olandesi da parte di padre, ha debuttato sul grande schermo nel 1979 interpretando il personaggio di Mercy nel film I guerrieri della notte diretto da Walter Hill che le procurò un discreto successo.
In seguito ha lavorato in numerosi ruoli televisivi come MacGyver, E.R. - Medici in prima linea , Cold Case - Delitti irrisolti, Castle, e cinematografici come Strade di fuoco, Criminal e La casa del diavolo.

## Filmografia parziale

### Cinema
- I guerrieri della notte (The Warriors), regia di Walter Hill (1979)
- Bolidi nella notte (King of the Mountain), regia di Noel Nosseck (1981)
- Strade di fuoco (Streets of Fire), regia di Walter Hill (1984)
- La casa del diavolo (The Devil's Rejects), regia di Rob Zombie (2005)

### Televisione
- Vicini troppo vicini (Too Close for Comfort) – serie TV, 107 episodi (1980-1987)
- Star Trek: Deep Space Nine – serie TV, episodi 3x11-3x12 (1995)
- La libreria del mistero (Mystery Woman) – serie TV, 1 episodio (2005)
- Cold Case - Delitti irrisolti (Cold Case) – serie TV, episodio 3x07 (2005)
- Gioco letale (Backwoods) – film TV, regia di Marty Weiss (2008)
- Ghost Whisperer - Presenze (Ghost Whisperer) – serie TV, episodio 5x16 (2010)
- The Event – serie TV, 3 episodi (2010)
- Castle – serie TV, episodio 4x10 (2011)

## Doppiatrici italiane
Nelle versioni in italiano delle opere in cui ha recitato, Deborah Van Valkenburgh è stata doppiata da:
- Graziella Polesinanti in Criminal Minds, Castle
- Manuela Andrei in I guerrieri della notte
- Ludovica Modugno in Strade di fuoco
- Micaela Esdra in Vicini troppo vicini
- Sonia Scotti in La libreria del mistero
- Aurora Cancian in Cold Case - Delitti irrisolti
- Lorenza Biella in Ghost Whisperer - Presenze
- Emanuela Baroni in Helstrom